# Maserati Sebring
Maserati Sebring (Tipo 101/10) är en sportbil, tillverkad av den italienska biltillverkaren Maserati mellan 1964 och 1969.
Sebring är den sista utvecklingen av 3500:n, i praktiken en täckt version av Vignales Spider. 598 exemplar tillverkades.
Varianter:
| Modell    | Motor               | Cylindervolym | Effekt | Bränslesystem            |
| --------- | ------------------- | ------------- | ------ | ------------------------ |
| 3500 GTIS | 6-cyl radmotor dohc | 3485 cm³      | 235 hk | Lucas bränsleinsprutning |
| 3700 GTIS | 6-cyl radmotor dohc | 3692 cm³      | 245 hk | Lucas bränsleinsprutning |